# RoadRunner Turbo Indy 300
RoadRunner Turbo Indy 300 (no Brasil: Grande Prêmio do Kansas) foi disputado pela primeira vez na IRL em 2001, e desde então faz parte do campeonato da IRL. A prova é disputada no Kansas Speedway.

## Vencedores

### IRL/IndyCar Series
| Ano  | Piloto             | Equipe                | Chassis | Motor     | Detalhes |
| ---- | ------------------ | --------------------- | ------- | --------- | -------- |
| 2001 | Eddie Cheever, Jr. | Team Cheever          | Dallara | Infiniti  |          |
| 2002 | Airton Daré        | A.J. Foyt Enterprises | Dallara | Chevrolet |          |
| 2003 | Bryan Herta        | Andretti Green        | Dallara | Honda     |          |
| 2004 | Buddy Rice         | Rahal Letterman       | G-Force | Honda     |          |
| 2005 | Tony Kanaan        | Andretti Green        | Dallara | Honda     |          |
| 2006 | Sam Hornish, Jr.   | Penske                | Dallara | Honda     |          |
| 2007 | Dan Wheldon        | Chip Ganassi          | Dallara | Honda     |          |
| 2008 | Dan Wheldon        | Chip Ganassi          | Dallara | Honda     | Detalhes |
| 2009 | Scott Dixon        | Chip Ganassi          | Dallara | Honda     | Detalhes |
| 2010 | Scott Dixon        | Chip Ganassi          | Dallara | Honda     | Detalhes |

## Outros nomes da prova
- Ameristar Casino Indy 300 (2001-2002)
- Kansas Indy 300 (2003)
- Argent Mortgage Indy 300 (2004-2005)
- Kansas Lottery Indy 300 (2006-2007)
- RoadRunner Turbo Indy 300 (2008)

## Ligações Externas
- «Página oficial» (em inglês)